# Cieśnina Gerlache’a

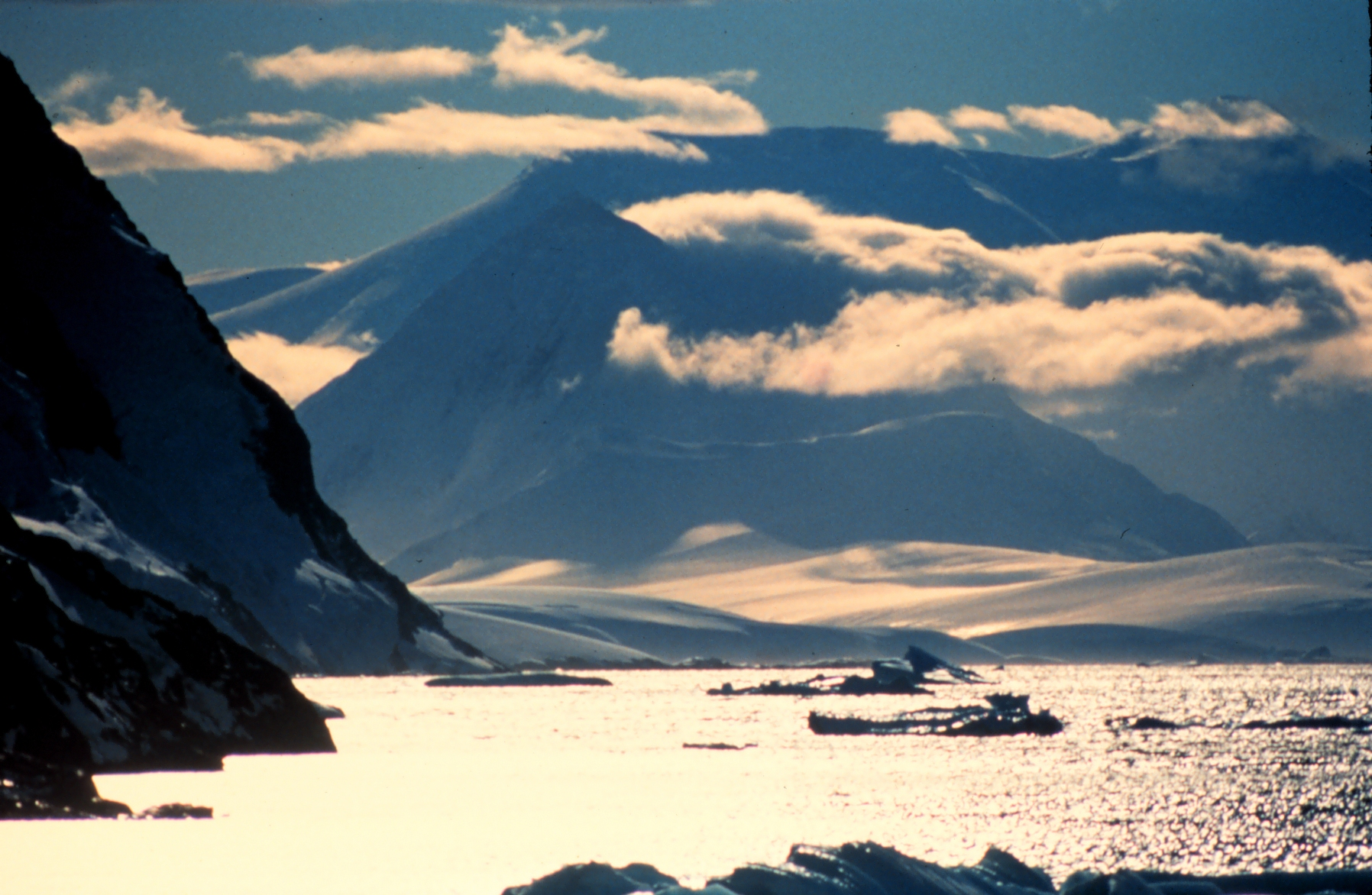
Cieśnina Gerlache’a

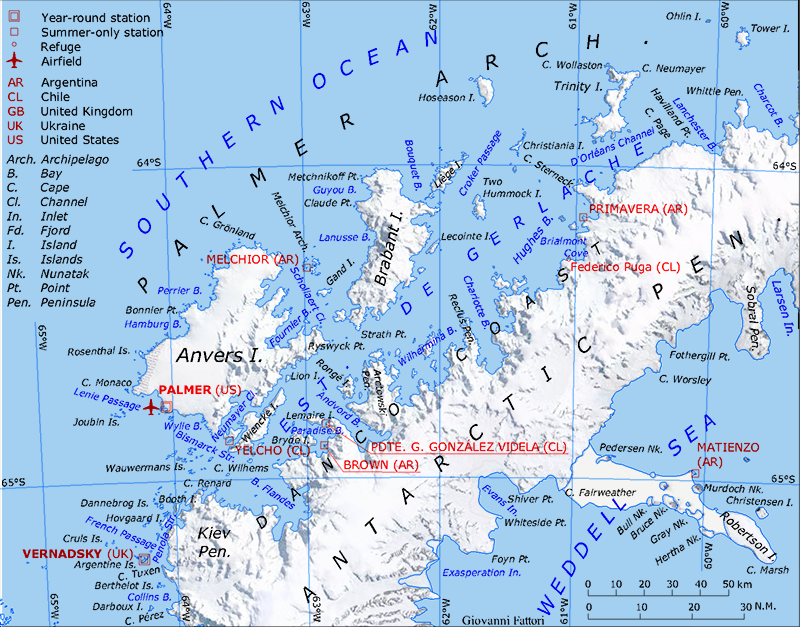

Cieśnina Gerlache’a (ang. Gerlache Strait; hiszp. Estrecho de Gerlache; fr. Détroit de Gerlache) – akwen u wybrzeży Antarktydy, oddzielający Archipelag Palmera od Półwyspu Antarktycznego.
Cieśninę tę badała w styczniu i lutym 1898 Belgijska Wyprawa Antarktyczna pod dowództwem de Gerlache’a. De Gerlache nazwał cieśninę na imieniem statku wyprawy, Belgica, później jednak zmieniono ją, aby upamiętnić dowódcę.